# Daniel Branca
Daniel Branca (* 7. Dezember 1951 in Buenos Aires; † 28. Januar 2005 ebenda) war ein argentinischer Maler und Comic-Zeichner. Er zeichnete Geschichten über Disney-Figuren aus Entenhausen.

## Leben
Bereits mit vier Jahren zeigte sich seine künstlerische Begabung darin, dass er viele Gegenstände seiner Umgebung detailliert wiedergab. Mit 16 Jahren erhielt er seine erste Anstellung als Grafiker und Animations-Designer in einer Werbeagentur. Während der folgenden Jahre zeichnete er unter anderem Grundschulmaterialien.
1976 zog er von Argentinien nach Barcelona, um beim Großverlag Bruguera zu arbeiten. 1977 wechselte er zu Bardon Art, wo seine Zusammenarbeit mit dem Egmont-Verlag begann.
Von 1982 bis 1984 studierte er Kunst und Malerei in Paris, wo er auch einige Ausstellungen hatte. In dieser Zeit entwarf er keine neuen Enten-Zeichnungen, wie Donald Duck, sondern fand seine Motive in der christlichen Ikonographie und dem Jugendstil.
1984 zog er nach Mallorca und setzte seine Arbeit an den Enten fort. Er malte aber auch weiterhin professionell und stellte seine Werke in Galerien aus.
Brancas Lieblings-Charaktere waren Dagobert Duck und Gundel Gaukeley. Ersterer, weil er durch seinen Geiz immer wieder neue Geschichten vorantreibt, letztere, weil sie als einziger weiblicher Disney-Charakter seiner Meinung nach einen Hauch von Sinnlichkeit besitzt.